# さいたま市立尾間木中学校
さいたま市立尾間木中学校（さいたましりつ おまぎちゅうがっこう）は、埼玉県さいたま市緑区にある公立中学校。

## 沿革
- 1947年（昭和22年） - 浦和市立尾間木中学校（現さいたま市立東浦和中学校）が創立。
- 1990年（平成2年） - 東浦和中学校の生徒増に伴い、新たに浦和市立尾間木中学校が開校。かつての学校名が、新設校の校名として用いられることになる。

## 部活動

### 運動部
- 陸上部
- 男子卓球部
- 女子卓球部
- 男子バレー部
- 女子バレー部
- ソフト部
- ハンドボール部
- 野球部
- 男子バスケット部
- 女子バスケット部
- 男子テニス部
- 女子テニス部
- 男子バドミントン部
- 女子バドミントン部
- 剣道部
- 柔道部
- サッカー部

### 文化部
- 吹奏楽部
- 美術部
- 手芸部
- 科学部

## 著名な出身者
- 蓮見孝之 - TBSテレビアナウンサー